# Due gemelle a Parigi
Due gemelle a Parigi (Passport to Paris) è un film del 1999 diretto da Craig Shapiro con Mary-Kate e Ashley Olsen.

## Trama
Le due piccole gemelle Melanie e Allyson Porter fanno visita al nonno Edward, ambasciatore statunitense nella Ville Lumière, a Parigi. Quest'ultimo decide di affidare le sue due nipotine ad un suo giovane collaboratore dell'ambasciata, Jeremie, per far visitare loro la città.
Le due gemelle visitano molti musei come il Louvre, ma si annoiano molto. Mentre passeggiano Mel ed Ally incontrano due ragazzi di cui si innamorano. Quella sera a cena non mangiano nulla perché non sono abituate al cibo francese. L'indomani in un ristorante incontrano Brigitte, una modella, e diventano sue amiche. Loro continuano a vedersi con quei ragazzi e presentano Brigitte a Jeremie. Alla fine Brigitte e Jeremie si innamorano e Mel e Ally tornano in America.